# Barneholm
Barneholm er en lille ø i Nakskov Fjord. I sommerhalvåret går der turistbåd dertil fra Nakskov. 